# Phrynopus columbianus
Phrynopus columbianus é uma espécie de anfíbio  da família Leptodactylidae.
É endémica da Colômbia.
Os seus habitats naturais são: regiões subtropicais ou tropicais húmidas de alta altitude.
Está ameaçada por perda de habitat.